# Гренцах-Вилен
Гренцах-Вилен (њем. Grenzach-Wyhlen) општина је у њемачкој савезној држави Баден-Виртемберг. Једно је од 35 општинских средишта округа Лерах. Према процјени из 2010. у општини је живјело 13.787 становника. Посједује регионалну шифру (AGS) 8336105.

## Географски и демографски подаци
Гренцах-Вилен се налази у савезној држави Баден-Виртемберг у округу Лерах. Општина се налази на надморској висини од 277 метара. Површина општине износи 17,3 km². У самом мјесту је, према процјени из 2010. године, живјело 13.787 становника. Просјечна густина становништва износи 796 становника/km².